# Ганновер (королевство)
Короле́вство Ганно́вер (нем. Königreich Hannover) — немецкое государство в Германских землях, существовавшее в 1814—1866 годах. Королевство занимало бо́льшую часть современной северо-западной Германии. Столица — город Ганновер. Оно было образовано после Венского конгресса и ликвидации наполеоновского королевства Вестфалия на месте бывшего Курфюршества Брауншвейг-Люнебург. Законом от 20 сентября 1866 года, Ганновер был присоединён к Прусскому королевству и превращён в его провинцию с тем же названием, а его вооружённые силы вошли в состав ВС Пруссии.

## Предыстория. Уния с Британией
В Ганновере господствовали Вельфы, которые до свержения Генриха Льва (1180 год) уже управляли старым герцогством Саксонией. Владения Вельфов в 1235 году стали герцогством Брауншвейг-Люнебург. Основателем ганноверской династии стал Вильгельм (ум. в 1592). Ганноверское государство возникло в 1692 году в результате объединения владений нескольких ветвей Люнебургской линии Вельфов (за исключением рода Брауншвейг-Вольфенбюттель). С 1708 года правитель Ганновера стал курфюрстом Священной Римской империи, официальным названием государства было «княжество-курфюршество Брауншвейг-Люнебургское», но неформально именовалось «Курфюршество Ганновер» или просто «Кур-Ганновер».
В 1714 году произошло решающее для страны событие — курфюрст Ганновера и герцог Брауншвейг-Люнебургский Георг I по Акту об устроении стал королём Великобритании, одной из могущественнейших держав Европы. Личная уния между Великобританией и Ганновером продлилась более века (до 1837 года), это способствовало как культурно-экономическому развитию курфюршества, так и реализации талантов ганноверцев (таких, как Георг Фридрих Гендель и Уильям Гершель) в Британии и на международном уровне. Учитывая интересы Ганновера, британские короли часто ввязывались в европейские коалиции и войны на континенте (иногда[когда?] вопреки воле британского парламента).

## Создание королевства
В ходе Наполеоновских войн Франция оккупировала территорию Ганновера. В 1803 году Ганновер сдался французам по Артленбургской конвенции и был оккупирован. Жан Батист Бернадот, будущий король Швеции и Норвегии, с 14 мая 1804 несколько месяцев был здесь губернатором. Как результат Парижского договора, заключенного Наполеоном и Кристианом Хаугвицем 15 февраля 1806 года, Ганновер был оккупирован Пруссией, но уже в 1807 году после разгрома Пруссии и заключения Тильзитского договора включён в созданное для брата Наполеона Жерома Бонапарта королевство Вестфалия (1807). Армия курфюршества была расформирована, большая часть офицеров и солдат ушла в Англию, где под названием «King’s German Legion» был создан легион, который сыграл решающую роль в битве при Ватерлоо.
В 1814 году Венский конгресс упразднил курфюршества (поскольку Священная Римская империя в ходе наполеоновских войн перестала существовать) и поднял статус Ганновера до королевства, название «Ганновер» при этом стало официальным: его территория в результате обмена земель с Пруссией увеличилась, включая Хильдесхайм, часть епископства Мюнстер и восточную Фризию. Королевство Ганновер вошло в Германский союз.

## История
Первым королём Ганновера стал так и не узнавший об этом монарх Великобритании Георг III, к этому времени уже безнадёжно психически больной, ослепший и находившийся под опекой принца-регента, который в 1820 году стал королём Великобритании и Ганновера как Георг IV. После его смерти в 1830 году последним правителем эпохи унии стал младший брат Георга Вильгельм IV. Все трое монархов жили в Великобритании и в Ганновере никогда не бывали. Фактически весь этот период (1816—1837) Ганновером руководил генерал-штатгальтер (с 1831 вице-король) Адольф Фредерик, герцог Кембриджский, младший сын Георга III и брат Георга IV и Вильгельма IV.
На Венском конгрессе ганноверский министр граф Мюнстер явился защитником конституционных начал. Уже в 1814 году принц-регент (будущий король Георг IV) созвал временное собрание земских чинов (Landstände), а в 1819 году издал конституцию в узкодворянском духе. Хотя были учреждены две палаты, но и во второй народному представительству было отведено ничтожное место.
Июльская революция 1830 года нашла отклик и в Ганновере; в 1831 году возникли беспорядки в Геттингене и Остероде. Собрание земских чинов, подкрепленное либеральными элементами, потребовало пересмотра конституции. В 1833 году была утверждена новая конституция, по которой были уравнены права обеих палат, привлечены депутаты от крестьянства, установлена ответственность министров, расширены законодательные и финансовые полномочия палат, установлена гласность и свобода печати.
Смерть Вильгельма IV в 1837 году означала расторжение личной британско-ганноверской унии, поскольку по британским законам ему наследовала племянница Виктория, а по немецким (Салический закон) — следующий брат, герцог Камберлендский Эрнст Август I. Он стал первым монархом, постоянно проживавшим в Ганновере за 123 года, за что пользовался любовью подданных. Однако в июне 1837 года, без всякого законного основания, найдя, что строй страны не соответствует его убеждениям, Эрнст Август I отменил конституцию. Палаты были распущены, должностные лица освобождены от присяги этой конституции и потребована новая присяга старой конституции 1819 года.
Население равнодушно встретило перемены, и только 7 геттингенских профессоров отказались принести новую присягу и потому были лишены кафедр, а Дальман, Якоб Гримм и Гервинус были удалены из страны. В начале 1838 года вновь созванным палатам было предложено утвердить проект конституции в духе 1819 года с оговоркой, что если палаты откажутся принять проект, король сам произведет в составе палат перемены, какие сочтет нужными. Палаты все-таки отвергли проект и были распущены в июле того же года.
Только в 1840 году созванные вновь палаты приняли проект конституции. В 1845 году правительство без согласия палат стало вводить новые порядки в городском управлении с целью усилить влияние администрации и ослабить деятельность местного самоуправления.
Торжество реакционной политики в Ганновере было, однако, непродолжительно. После февральской революции 1848 года Эрнст-Август был вынужден восстановить свободу печати, гласность в палатах, дать амнистию всем политическим преступникам и даже допустить избрание представителей во Франкфуртский парламент. Был почти восстановлен порядок вещей 1833 года, и новое правительство Беннигсен, Александр Левин фонБенигсена и Штюве возвестило ряд либеральных реформ. Возбуждение в стране, однако, не утихало, а враждебное отношение короля к объединительно-германским национальным стремлениям лишало его всякой популярности и доверия; в 1849 году 50 депутатов второй палаты потребовали даже подчинения Ганновера Пруссии. Между тем, Эрнст-Август в мае 1850 года вступил в так называемый Союз трех королей (Dreikönigsbündniss: Пруссия, Саксония и Ганновер), но в декабре того же года вышел из этого союза и начал переговоры с Австрией. В следующем году он опять склонился на сторону Пруссии, согласившись, наконец, после долголетних переговоров вступить в Таможенный союз.
При его сыне, царствовавшем с 1851 года слепом Георге V, в стране началось промышленное развитие. Первые годы его царствования прошли в постоянных пререканиях с палатами из-за конституции и неоднократных переменах правительств (Бакмейстер, Виндгорст, Боррис, Люткен, Декен и др.). Наконец в 1855 г. король заявил, что вследствие невозможности достигнуть соглашения с палатами он сам октроирует конституцию, которая и была обнародована королевским указом. Сохранились, впрочем, положения об ответственности министров, о гласности и устности судопроизводства, о самоуправлении общин.
Когда в 1856 году преступления политические и по делам печати изъяты были из ведения суда присяжных, правительство очутилось в палатах в меньшинстве 34 против 50. В следующем году, получив большинство во второй палате вновь созванного чрезвычайного сейма, правительство заявило, что палатам предоставляется только проверять бюджет, а не утверждать его. Постоянные раздоры в делах внутреннего управления между правительством и палатами не препятствовали их солидарности во внешней политике, в которой Ганновер всячески противодействовал влиянию Пруссии. И здесь, однако, согласие скоро было нарушено шлезвиг-голштинскими делами; участие Ганновера по постановлению союзного сейма в экзекуционном занятии герцогств вызвало горячий протест во второй палате, особенно среди представителей прогрессивной партии.

## Ликвидация
Конец существованию Ганновера как государства положила австро-прусско-итальянская война 1866 года. В конфликте между Австрией и Пруссией Георг V вначале решился держаться строгого нейтралитета, но по настоянию своего сводного брата, австрийского генерала принца Сольмс-Браунфельса, склонился на сторону Австрии. Предложение Пруссии о разоружении было отвергнуто, и пруссаки заняли столицу; 20-тысячная ганноверская армия намеревалась пробиться к юго-востоку, чтобы соединиться с баварским корпусом, и в сражении при Лангензальце отбросила прусский авангард, но, окружённая 40-тысячным прусским войском, вынуждена была 28 июня 1866 году капитулировать.
Законом от 20 сентября 1866 года Ганновер был присоединён к Пруссии и превращён в провинцию Ганновер. Бывший король умер в эмиграции в Париже, оставив сына Эрнста Августа II и других наследников.
В дальнейшем существовала (вплоть до времён нацизма) «Ганноверская партия» (нем. Deutsch-Hannoversche Partei), требовавшая автономии Ганновера и отдельного представительства в рейхстаге.
В настоящее время территория королевства Ганновер в основном входит в землю Нижняя Саксония, а город Ганновер является её столицей.

## Государственный строй
Глава государства — Король. Законодательный орган — Собрание сословий, состояло из Первой палаты, состоявшей из титулованного дворянства, и Второй палаты, избиравшейся выборщиками на основе имущественного ценза.

## Административное деление
Территория Королевства Ганновер делилась на ланддростства (landdrostei), ланддростства на амты (amt).

## Правовая система
Высшая судебная инстанция — Высший апелляционный суд Целле (Oberappellationsgericht Celle), суды апелляционной инстанции — высшие суды (obergericht), до 1952 г. — юстиц-канцелярии (justizkanzlei), суды первой инстанции — участковые суды (amtsgericht), до 1952 г. — амты (amt), вотчинные суды (patrimonialgericht), магистраты (magistrat).

## Силовые структуры
- Ганноверская армия
  - Фузилёрский полк
  - 1-й пехотный полк
  - 2-й пехотный полк
  - 3-й пехотный полк
  - Восточно-фризский пехотный полк
  - 1-й уланский полк
  - 2-й уланский полк
  - 1-й драгунский полк
  - 2-й драгунский полк
  - Гусарский полк
  - Артиллерийский полк
- Ганноверская полиция